# Österreichischer Pferdesportverband
Der Österreichische Pferdesportverband (OEPS) ist der Dachverband für Pferdesport und Pferdezucht in Österreich. Die internationale Bezeichnung ist Fédération Équestre Nationale d'Autriche, abgekürzt FENA. 
Der OEPS ist der von der Fédération Équestre Internationale (FEI) und dem Österreichischen Bundes-Sportorganisation (BSO) und anerkannte österreichische Fachverband für den Pferdesport.
Der Österreichische Pferdesportverband wurde 1962 als Bundesfachverband für Reiten und Fahren in Österreich gegründet und später umbenannt. Sein Sitz war ursprünglich in Wien-Simmering und wurde Ende 2016 nach Laxenburg verlegt. 
Der OEPS besteht aus neun Landesverbänden. Er vertritt die folgenden FEI Pferdesportarten Springen, Vielseitigkeit, Dressurreiten, Para-Dressur, Distanzreiten, Fahren und Voltigieren. Außerdem ist er die Vertretung für folgende Disziplinen: Reining, Horseball, Mounted Games, Orientierungsreiten, Polo, Reiten im Damensattel, Reitervierkampf (bestehend aus den Teildisziplinen Schwimmen, Laufen, Dressur- und Springreiten), Westernreiten und Working Equitation. Er vertritt die Sportsparten Haflinger, Isländer, Kleinpferde & Ponys, Noriker, Vollblutaraber.
Unter Federführung des OEPS werden die Österreichischen Staatsmeisterschaften im Pferdesport in den verschiedenen Sparten ausgerichtet.
Präsidentin ist Elisabeth Max-Theurer (Stand Juli 2024).